# Diana Koloini
Diana Koloini, slovenska dramaturginja, umetniška direktorica in esejistka, * 18. november 1962, Postojna.

## Življenje
Diana Koloini, slovenska dramaturginja, umetniška direktorica in esejistka, se je rodila 18. novembra 1962 v Postojni. Otroška leta je preživela v Vipavskem Križu pri Ajdovščini. Z maturo je zaključila gimnazijo v Ajdovščini. Na Akademiji za gledališče, radio, film in televizijo (AGRFT) je študirala dramaturgijo. Študij je zaključila leta 1989 z diplomsko nalogo Mit Don Juana v evropski dramatiki pod mentorstvom prof. dr. Andreja Inkreta. Študij je nadaljevala na Oddelku za sociologijo kulture na Filozofski fakulteti Univerze v Ljubljani, kjer je magistrirala leta 2002. Naslov njene magistrske naloge je bil Ideološki aspekti ponavljanja stalne zgodbe v dramatiki, pripravila jo je pod mentorstvom prof. dr. Rastka Močnika.

## Delo
Od leta 1987 do 1994 je bila kot dramaturginja zaposlena v Primorskem dramskem gledališču Nova Gorica, od 1994 do 2009 v SNG Drama Ljubljana. V tem času je kot gostujoča dramaturginja delala tudi v drugih slovenskih gledališčih. Od leta 2010 do 2012 je bila vodja gledališkega in sodobnoplesnega programa v Cankarjevem domu v Ljubljani. Od leta 2012 do 2014 je v Slovenskem stalnem gledališču Trst delala kot umetniška koordinatorka. V letih 2012 in 2013 je bila  predsednica žirije za podelitev najboljšega slovenskega dramskega besedila, nagrade Slavka Gruma. 1. maja 2015 je postala umetniška direktorica Slovenskega narodnega gledališča Drama Maribor, na tem mestu je bila do septembra 2018. 1. septembra 2018 jo je nasledil Aleksandar Popovski. 

### Dramaturgije (izbor najpomembnejših)
- 2017: Gregor Strniša LJUDOŽERCI, r. Ivica Buljan, Drama SNG Maribor
- 2014: Anton Pavlovič Čehov STRIČEK VANJA, r. Ivica Buljan, Slovensko stalno gledališče Trst
- 2009: Henrik Ibsen PEER GYNT, r. Janusz Kica, Drama SNG Maribor
- 2009: Heiner Müller Macbeth po Shakespearu, r. Ivica Buljan, Mini teater Ljubljana
- 2007: Jean-Baptiste Poquelin Molière TARTUFFE ALI PREVARANT, r. Dušan Jovanović, SNG Drama Ljubljana
- 2006: Ivo Svetina OJDIP V KORINTU, r. Ivica Buljan, SNG Drama Ljubljana
- 2005: Christopher Marlowe EDVARD DRUGI, r. Diego De Brea, SNG Drama Ljubljana
- 2005: Alexandre Dumas, Srečko Fišer KRALJICA MARGOT (LA REINE MARGOT), r. Diego De Brea, Slovensko mladinsko gledališče
- 2004: Marcel Proust ISKANJE IZGUBLJENEGA ČASA, r. Dušan Jovanović, SNG Drama Ljubljana
- 2003: Pierre de Marivaux VOLILO, r. Dušan Jovanović, Gledališče Koper
- 2001: David Harrower NOŽI V KURAH, r. Mateja Koležnik, SNG Drama Ljubljana
- 2000: Jean-Baptiste Poquelin Molière LJUDOMRZNIK, r. Slobodan Unkovski, SNG Drama Ljubljana
- 1999: Howard Barker EVROPEJCI, r. Janez Pipan, SNG Drama Ljubljana
- 1997: William Shakespeare MACBETH, r. Janez Pipan, SNG Drama Ljubljana, Cankarjev dom
- 1995: Anton Pavlovič Čehov TRI SESTRE, r. Meta Hočevar, SNG Drama Ljubljana
- 1995: Howard Barker LJUBEZEN DOBREGA MOŽA, r. Bojan Jablanovec, SNG Nova Gorica
- 1995: Tom Stoppard ARKADIJA, r. Janez Pipan, SNG Drama Ljubljana
- 1994: Federico García Lorca DOM BERNARDE ALBA , r. Bojan Jablanovec, Prešernovo gledališče Kranj
- 1994: Dominik Smole KRST PRI SAVICI, r. Janez Pipan, SNG Nova Gorica
- 1993: Pierre Corneille ODRSKA UTVARA, r. Bojan Jablanovec, Slovensko ljudsko gledališče Celje
- 1991: Pierre De Marivaux ZMAGOSLAVJE LJUBEZNI, r. Janez Pipan, SNG Nova Gorica

### Knjiga in članki
Leta 2000 je izšla njena knjiga z naslovom Zapeljevanje, iluzija, ljubezen : eseji o dramah in gledališču, ki jo je izdalo Literarno-umetniško društvo Literatura. Piše članke, razprave in različne zapise, ki so objavljeni v časopisih, revijah in gledaliških listih.  
Kritike knjige
»Diana Koloini se problemov loteva široko in se ne izogiba ugotovitvam s katerega koli področja humanistike; izhodišče je predvsem iz tradicije nabrano gradivo in njegova kasnejša branja, pri čemer prečeše in preseje variacije v določenem zgodovinskem obdobju, na primer v francoski predrevolucijski dramatiki, skozi sito vsega tistega, kar je o tem takrat pa do danes izrekla teorija, tudi o obgledaliških fenomenih, npr. kako so se zrcalili gledališče in takratno mišljenje, konvencije in ostale umetnostne panoge.«
»Zbranih deset besedil reflektira po eni strani eminentno dramsko temo ljubezen, po drugi »gledališko najprivlačnejši motiv« zapeljevanja, nad vsem tem pa rezonira o človekovi odvisnosti od besede in o prepletenosti gledališča in sveta. /…/ Modus te pisave ni poljudnost, ampak artikulirana esejističnost, ki se osredotoča na objektivno in ekumensko razlago na višji ravni, za subjektivna leporečja ne izgublja besed in je primerna tudi za študijske namene. Slog razprave je bližnji znanosti kot interpretaciji in v svojem tekstu ni nikoli dogmatičen, v posameznih sodbah le trezno skeptičen. Koloinijeva zapisuje svoje ugotovitve po principu fuge, vrti se v okviru istih spoznanj, ki jih prepleta z referenčno mislijo tujih komentatorjev in filozofov.«
»Pisanje Diane Koloini močno zaznamuje njena praktična gledališka izkušnja. Pri večini obravnavanih tekstov je sodelovala kot dramaturginja. Pred bralcem razgrinja zgodovinske interpretacije dramskega dela, preglede in stališča, ki so za razumevanje igre pomembna. Predvsem pa se poglablja v dramske osebe, v njihovo vlogo v svetu, odnose med njimi, njihov način razmišljanja in delovanja. Tako natančno poglabljanje v dramske osebe je prav gotovo največja odlika knjige, njena šibka plat pa je, da zaradi raznoličnega lotevanja problemov, osvetljevanja drame iz čim širšega spektra, včasih zaide v ponavljanje.«
Tina Kosi v Ampak : mesečnik za kulturo, politiko in gospodarstvo. ISSN 1580-304X. - Letn. 2, št. 1 (jan. 2001), str. 68

## Nagrade
Leta 2003 je prejela Grün-Filipičevo priznanje za dosežke v dramaturgiji. Nagrade prejemajo tudi predstave, pri katerih je sodelovala kot dramaturginja. 

## Intervjuji
Mariborska publika je kultivirana. 
Dramska žival Gregor Strniša.
Dober dramski tekst razkriva avtentično sliko človeka, družbe in sveta.